# Einar Lindqvist
Einar Laurentius Lindqvist (* 31. Mai 1895 in Uppsala; † 26. April 1972 ebenda) war ein schwedischer Bandy- und Eishockeyspieler, der mit der schwedischen Eishockeynationalmannschaft an den Olympischen Sommerspielen 1920 teilnahm. Dabei belegte er mit seinem Team den vierten Platz.

## Karriere
Lindqvist spielte wie viele Schweden zunächst Bandy für den IFK Uppsala, mit dem er zwischen 1913 und 1920 siebenmal schwedischer Meister wurde. Daraufhin wurde er, der Schweden auch im Bandy international repräsentierte, für das Eishockeyturnier der Olympischen Sommerspiele 1920 nominiert, bei der erstmals eine Schwedische Eishockeynationalmannschaft aufgestellt wurde. Da es in Schweden bis dahin keinen organisierten Eishockeyspielbetrieb gab, bestand der 13-köpfige Kader aus zehn Bandyspielern und drei Schweden, die in Deutschland Eishockey spielten. Diese im Eishockey weitgehend unerfahrene Mannschaft belegte den vierten Rang unter sieben Teilnehmernationen. Lindqvist, der als Kapitän dieser schwedischen Eishockeydebütanten fungierte, steuerte zu diesem Ergebnis drei Tore bei: Zwei beim 8:0-Auftaktsieg gegen Gastgeber Belgien und eines beim folgenden 4:0-Erfolg gegen die Franzosen.
Im Januar 1921 war er am ersten Eishockeyspiel auf schwedischem Boden beteiligt, als er vor über 2000 Zuschauern (darunter König und Kronprinz) mit dem IFK Uppsala gegen den deutschen Meister Berliner Schlittschuh-Club spielte. Er erzielte dabei die ersten drei schwedischen Tore. Im Februar 1921 gewann er mit der Nationalmannschaft die Goldmedaille bei der Europameisterschaft gegen die Tschechoslowakei.

## Erfolge

### Eishockey
- 1921 Goldmedaille bei der Europameisterschaft

### Bandy
- 1913, 1915–1920 Schwedischer Meister mit dem IFK Uppsala